# 尾崎景吾
尾崎 景吾（おざき けいご）は、日本の作曲家。サウンドディレクター。ゲームアーツ所属。

## 略歴
コナミスクールおよび東京ミュージック&メディアアーツ尚美で作曲を学び、2004年にゲームアーツへ入社。同期は飯吉新。 
入社後は『グランディアIII』のサウンドデザインや『PROJECT SYLPHEED』を担当。また同社が開発協力した『大乱闘スマッシュブラザーズX』にはアレンジャーの1人として参加している。 
2005年に所属しているゲームアーツがガンホー・オンライン・エンターテイメントの子会社となったことを受けて、『パズドラクロス 神の章/龍の章』『ニンジャラ』などといったガンホーの作品に関わるようになる。
2012年に発売された2Dアクションゲーム『Dokuro』ではオリジナルコンセプトにも携わっている。

## 主な参加作品
- グランディアIII[1]（サウンドデザイン）
- PROJECT SYLPHEED[1]
- 大乱闘スマッシュブラザーズX（編曲）
- Teenage Mutant Ninja Turtles: Smash-Up（サウンドデザイン）
- シャドーウォーカー 影の少年と光の妖精
- Dokuro（オリジナルコンセプト）
- ラグナロク オデッセイ エース[1]（サウンドデザイン）
- パズドラクロス 神の章/龍の章（サウンドディレクター[1]）
- ニンジャラ（サウンドデザイン）